# Le fenicie
(Le fenicie, vv. 524-525)
Le fenicie (in greco antico: Φοίνισσαι?, Phoínissai) è una tragedia di Euripide, che tratta un episodio del Ciclo tebano. Venne rappresentata per la prima volta nel 410 o 409 a.C. e faceva parte di una trilogia comprendente anche le tragedie Enomao e Crisippo (oggi perdute). L'argomento affrontato è lo stesso dei Sette contro Tebe di Eschilo: la reciproca uccisione dei fratelli Eteocle e Polinice, figli di Edipo.

## Trama
Danno il nome alla tragedia un gruppo di donne fenicie che, destinate al santuario di Apollo a Delfi, arrivano a Tebe e assistono alla vicenda che qui ha luogo.
L'opera si apre con un riassunto della storia di Edipo e delle sue conseguenze raccontata da Giocasta, che in questa versione non si è suicidata. Spiega che dopo che suo marito si accecò scoprendo di essere suo figlio, i suoi figli Eteocle e Polinice lo rinchiusero nella speranza che il popolo potesse dimenticare l'accaduto, ma egli li maledisse, proclamando che nessuno dei due avrebbe governato senza uccidere il fratello. Per evitare ciò, avevano concordato di dividere il paese: Polinice permette a Eteocle di governare per un anno, ma, allo scadere dell'anno, Eteocle, che avrebbe dovuto abdicare, permettendo al fratello di governare per un anno, si rifiutò di farlo, costringendo invece il fratello all'esilio. Durante l'esilio, Polinice si recò ad Argo, dove sposò la figlia di Adrasto, re degli Argivi, che egli convinse ad aiutarlo a riconquistare la città. 
Giocasta ha organizzato una tregua in modo da poter mediare tra i suoi due figli; così, conversa con Polinice di come sia stata la sua vita in esilio, e poi ascolta le loro argomentazioni. Polinice spiega di nuovo la situazione e afferma di essere il legittimo re, mentre Eteocle risponde, affermando di desiderare il potere sopra ogni altra cosa e di non cederlo se non costretto. Giocasta li rimprovera entrambi, dicendo a Eteocle che la sua ambizione potrebbe distruggere la città e criticando Polinice per aver mandato un esercito a saccheggiare la città che ama. Discutono, ma non riescono a raggiungere un accordo.
Eteocle incontra quindi suo zio, Creonte, per pianificare la battaglia imminente; poiché gli Argivi stanno inviando una compagnia contro ogni porta, i Tebani ne selezionano una per difendere ciascuna delle sette porte. Eteocle chiede inoltre a Creonte di consultare Tiresia e ordina che chiunque seppellisca Polinice in suolo tebano venga giustiziato. Tiresia spiega che, quando la città nacque, fu fondata da uomini nati dalla terra dove Cadmo aveva seminato i denti di un serpente da lui ucciso, ma il serpente era sacro ad Ares, che avrebbe punito Tebe se non fosse stato offerto un sacrificio. Poiché solo Creonte e suo figlio erano discendenti purosangue degli uomini nati dalla terra, Meneceo era l'unica scelta. A Creonte viene, dunque, detto che può salvare la città solo sacrificando suo figlio, e ordina a Meneceo di fuggire all'oracolo di Dodona; Meneceo accetta, ma si reca segretamente nella tana del serpente per sacrificarsi e placare Ares.
Giocasta riceve, quindi, un messaggero che le racconta dell'andamento della guerra e che i suoi figli sono entrambi vivi, ma hanno accettato di combattere uno contro uno per il trono. Lei e sua figlia Antigone vanno a cercare di fermarli. Poco dopo la loro partenza, Creonte viene a sapere come è andato il duello: Eteocle ha ferito mortalmente Polinice, che riesce a infliggere un colpo mortale al fratello, cosicché i due muoiono nello stesso istante. Giocasta, sopraffatta dal dolore, si suicida sui loro corpi.
Entra Antigone, lamentandosi della sorte dei suoi fratelli; Edipo esce dal palazzo e lei gli racconta l'accaduto. Dopo aver avuto un po' di tempo per piangere, Creonte lo bandisce dal paese e ordina che Eteocle, ma non Polinice, venga sepolto in città. Antigone lo contrasta per l'ordine e rompe il fidanzamento con suo figlio Emone, decidendo di accompagnare il padre in esilio e la tragedia si conclude con la loro partenza per Atene.

## Commento

### Una tragedia corale
Le Fenicie è un dramma dai toni insolitamente epici, caratterizzato da scene di ampio respiro e notevole efficacia descrittiva, come quella in cui Antigone osserva dall'alto l'arrivo dell'esercito nemico. È una tragedia corale, popolata da numerosi personaggi, nessuno dei quali può veramente definirsi protagonista della storia. In questo modo, Euripide rinuncia ad approfondire la psicologia dei singoli personaggi, per offrire invece una situazione di gruppo. Si tratta però di un gruppo la cui sorte è segnata: Eteocle e Polinice sono entrambi fieri e irremovibili nelle loro motivazioni e, rifiutando qualsiasi accordo o compromesso, finiscono per correre verso un tragico finale (con la differenza tuttavia che il secondo reclama un proprio diritto, che il primo invece non vuole concedere). Anche gli altri personaggi del dramma restano imprigionati nel loro egoismo, andando inesorabilmente verso il disastro: alla fine della vicenda tutti i numerosi personaggi sono morti o esiliati (con l'eccezione di Creonte, re di Tebe) e lasciano così la scena vuota e abbandonata.

### La difesa della democrazia
L'opera venne rappresentata ad Atene poco dopo un colpo di Stato oligarchico che aveva portato alla nascita della Boulé dei Quattrocento (411 a.C.), in un periodo in cui la Guerra del Peloponneso stava volgendo al peggio per Atene. Non pare quindi un caso che, proprio in un periodo così complesso, Euripide abbia scelto di mettere in scena un'opera che rappresenta un invito alla concordia, per evitare che anche Atene potesse essere colpita da sventure simili a quelle del mito tebano. In effetti i numerosi episodi della tragedia hanno come sfondo lo scontro tra tirannia e democrazia, ed Euripide in più occasioni ribadisce la necessità di salvaguardare la seconda mettendo da parte gli egoismi che, invece, caratterizzano i personaggi del suo dramma.

### Il ruolo del coro

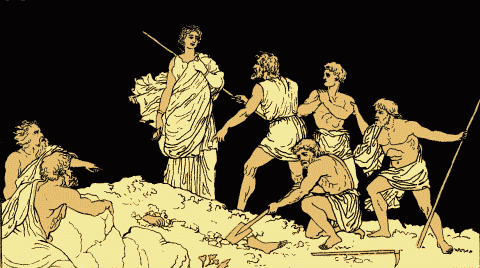
Antigone ed il corpo di Polinice

Il coro è il nucleo attorno al quale si sviluppò la tragedia greca, e per questo motivo nelle opere più antiche esso ha un'importanza fondamentale e interagisce spesso con gli attori (basti pensare alle tragedie di Eschilo, come Le supplici o i già citati Sette contro Tebe). Col passare del tempo però esso andò sempre più defilandosi, tanto che nelle ultime tragedie di Euripide il coro è spesso del tutto avulso dall'azione. Questo è proprio il caso delle Fenicie: il coro è composto da donne straniere che nulla hanno a che vedere con la vicenda. Esse semplicemente assistono agli avvenimenti e commentano ciò che accade, senza intervenire in alcun modo; c'è dunque una sorta di scollamento tra la trama e il coro. Tale tendenza viene stigmatizzata da Aristotele nella Poetica:
(Poetica, 18, 1456a)
La parte del coro peraltro continuerà a diminuire nei tragediografi successivi, fino a ridursi a brevi intermezzi tra le scene, intercambiabili tra una tragedia e un'altra. Il primo autore a utilizzare i cori in questo modo sarà Agatone.